# Ff ademen jij
Ff ademen jij is een lied van de Algerijns-Franse rapper Boef. Het werd in 2022 als single uitgebracht en stond in 2023 als vijfde track op het album Luxeprobleem.

## Achtergrond
Ff ademen jij is geschreven door Sofiane Boussaadia en Boris Kruyver en geproduceerd door Keyser Soze. Het is een nummer uit het genre nederhop. In het lied rapt de artiest over zijn succes en over zijn haters. Het nummer was de eerste die werd uitgebracht als single van het album Luxeprobleem, dat door de rapper werd aangekondigd op 23 januari 2023 uit te komen. Het lied werd bij radiozender FunX uitgeroepen tot DiXte track van de week.

## Hitnoteringen
De rapper had succes met het lied in de hitlijsten in het Nederlands taalgebied. Het piekte op de derde plaats van de Nederlandse Single Top 100 en stond acht weken in de lijst. In de enige week dat het in de Vlaamse Ultratop 50 stond, stond het op de 49e plaats. De Nederlandse Top 40 werd niet bereikt; het lied bleef steken op de zesde plaats van de Tipparade.